# Liga Libia por los Derechos Humanos
Liga Libia por los Derechos Humanos  (LLHR) es una organización de Derechos Humanos que forma parte de la Red Euromediterránea de Derechos Humanos. Se considera parte de las fuerzas antiGadafi, como miembro de la Conferencia Nacional de la Oposición Libia, la cual organizó las primeras protestas en Libia contra el gobierno de Muamar el Gadafi, que terminaron en la Guerra de Libia de 2011. 

## Historia
La liga fue establecida el 2 de marzo de 1989, por Soliman Bouchuiguir, Raiani Hussein, Mohamed Zayyan y Kikhia Mansour. De acuerdo a la página de la Liga en Facebook, «Mansour Kikhia, exembajador de Libia ante las Naciones Unidas, había desertado a los Estados Unidos en 1980 y en diciembre de 1993 fue secuestrado en Egipto y posteriormente transportado a Libia, donde fue ejecutado».
A partir de 2001, la liga  tuvo su sede de Ginebra, Suiza, con filiales en Bornheim, Alemania y en Inglaterra. Desde entonces también ha iniciado operaciones en América del Norte. El grupo se opone a la pena de muerte en Libia y en todo el mundo.